# جفرسون (داکوتای جنوبی)
جفرسون(به انگلیسی: Jefferson) شهری در ایالت داکوتای جنوبی کشور ایالات متحده آمریکا است که جمعیت آن در سرشماری سال ۲۰۱۰ میلادی، ۵۴۷ نفر بوده‌است.